# Christophe Lemaitre

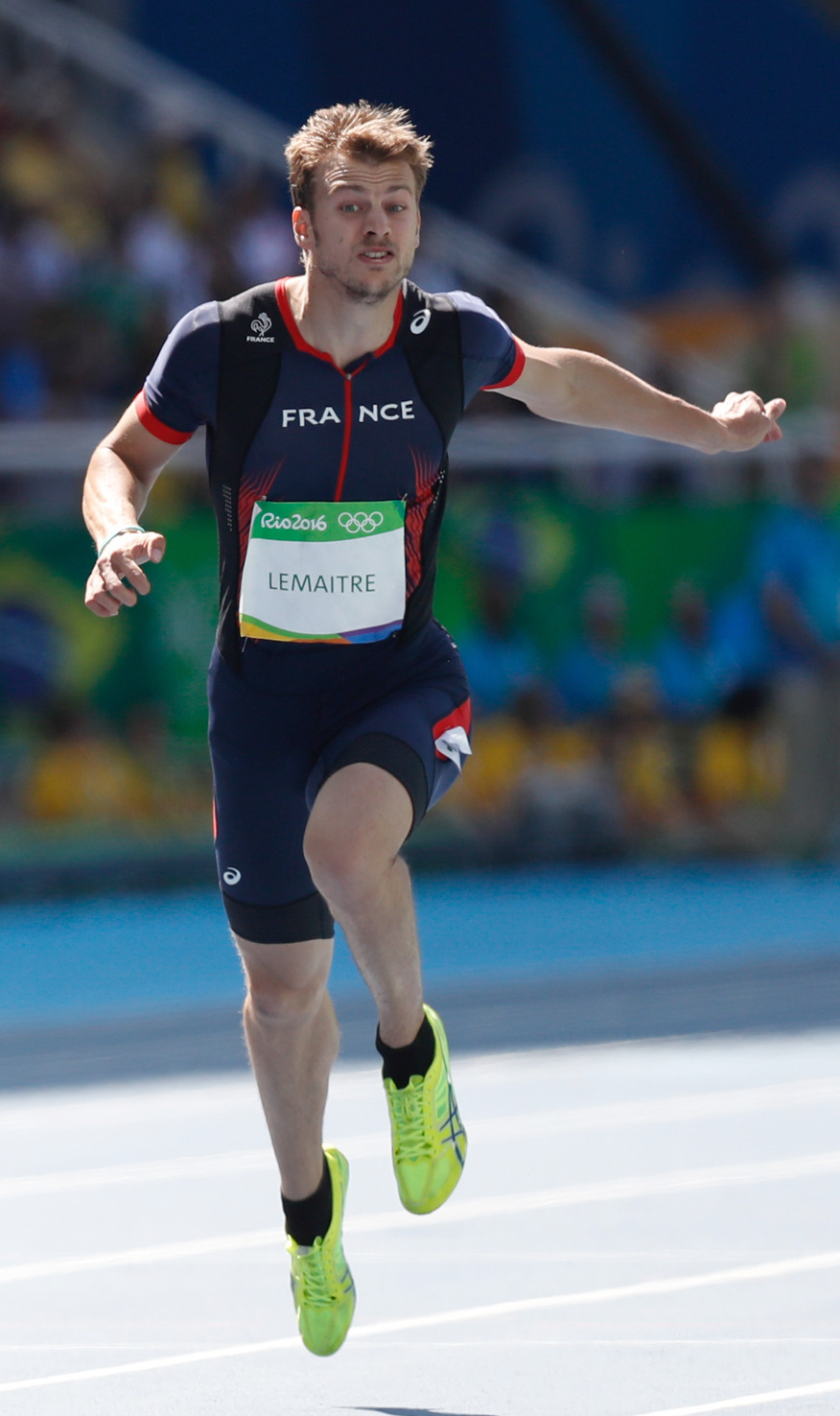
La JO din 2016

Christophe Lemaitre (n. 11 iunie 1990, Annecy⁠(d), Rhône-Alpes, Franța) este un fost atlet francez, care a devenit campion european în 2010 și în 2012 la proba de 100 m plat.

## Cariera sportivă
El a luat parte pentru prima oară în anul 2007 la competiții internaționale. Astfel în 2007 la campionatul mondial de juniori din Ostrava, la proba de alegări pe distanța de 100 m, ocupă locul 4, și locul 5 la 200 m. Peste un an la campionatul mondial de juniori din Bydgoszcz, câștigă medalia de aur la proba de 200 m. Cea mai importantă realizare la campionatul de juniori o are la campionatul european din Novi Sad, unde câștigă medalia de aur la 100 m plat, cu un timp record de 10,04 sec. În anul 2009 la campionatul mondial de atletism din Berlin, ajunge în sfert de finală dar este descalificat din cauza startului greșit. La campionatul francez de atletism, aleargă pe 100 de m, 9,98 sec., devenind primul alergător alb din lume care aleargă 100 de m. sub 10 secunde. La campionatul european din 2010 din Barcelona câștigă medalia de aur și devine campion european la 100 m plat. A ocupat locul 3 la proba 200 m la Campionatul Mondial de Atletism din 2011 din Daegu.

## Palmares
| An   | Competiție                               | Locație                  | Loc | Eveniment | Note    |
| ---- | ---------------------------------------- | ------------------------ | --- | --------- | ------- |
| 2007 | Campionatul Mondial de Juniori (sub 18)  | Ostrava, Cehia           | 4   | 100 m     | 10,67   |
| 2007 | Campionatul Mondial de Juniori (sub 18)  | Ostrava, Cehia           | 5   | 200 m     | 21,15   |
| 2008 | Campionatul Mondial de Juniori (sub 20)  | Bydgoszcz, Polonia       | 1   | 200 m     | 20,83   |
| 2009 | Campionatul European de Juniori (sub 20) | Novi Sad, Serbia         | 1   | 100 m     | 10,04   |
| 2009 | Campionatul Mondial                      | Berlin, Germania         | 8   | 4 × 100 m | 39,21   |
| 2010 | Campionatul European                     | Barcelona, Spania        | 1   | 100 m     | 10,11   |
| 2010 | Campionatul European                     | Barcelona, Spania        | 1   | 200 m     | 20,37   |
| 2010 | Campionatul European                     | Barcelona, Spania        | 1   | 4 × 100 m | 38,11   |
| 2010 | Cupa Continentală                        | Split, Croația           | 1   | 100 m     | 10,06   |
| 2011 | Campionatul European în sală             | Paris, Franța            | 3   | 60 m      | 6,58    |
| 2011 | Campionatul Mondial                      | Daegu, Coreea de Sud     | 4   | 100 m     | 10,19   |
| 2011 | Campionatul Mondial                      | Daegu, Coreea de Sud     | 3   | 200 m     | 19,80   |
| 2011 | Campionatul Mondial                      | Daegu, Coreea de Sud     | 2   | 4 × 100 m | 38,20   |
| 2012 | Campionatul European                     | Helsinki, Finlanda       | 1   | 100 m     | 10,09   |
| 2012 | Campionatul European                     | Helsinki, Finlanda       | 3   | 4 × 100 m | 38,46   |
| 2012 | Jocurile Olimpice                        | Londra, Marea Britanie   | 6   | 200 m     | 20,19   |
| 2012 | Jocurile Olimpice                        | Londra, Marea Britanie   | 3   | 4 × 100 m | 38,16   |
| 2013 | Campionatul Mondial                      | Moscova, Rusia           | 7   | 100 m     | 10,06   |
| 2014 | Ștafetele Mondiale                       | Nassau, Bahamas          | 3   | 4 × 200 m | 1:20,66 |
| 2014 | Campionatul European                     | Zürich, Elveția          | 2   | 100 m     | 10,13   |
| 2014 | Campionatul European                     | Zürich, Elveția          | 2   | 200 m     | 20,15   |
| 2014 | Campionatul European                     | Zürich, Elveția          | 3   | 4 × 100 m | 38,47   |
| 2014 | Cupa Continentală                        | Marrakech, Maroc         | 5   | 100 m     | 10,3    |
| 2014 | Cupa Continentală                        | Marrakech, Maroc         | 4   | 200 m     | 20,28   |
| 2014 | Cupa Continentală                        | Marrakech, Maroc         | 2   | 4 × 100 m | 38,62   |
| 2015 | Ștafetele Mondiale                       | Nassau, Bahamas          | 5   | 4 × 100 m | 38,81   |
| 2015 | Ștafetele Mondiale                       | Nassau, Bahamas          | 2   | 4 × 200 m | 1:21,49 |
| 2015 | Campionatul Mondial                      | Beijing, China           | 5   | 4 × 100 m | 38,23   |
| 2016 | Jocurile Olimpice                        | Rio de Janeiro, Brasilia | 3   | 200 m     | 20,12   |
| 2017 | Campionatul Mondial                      | Londra, Marea Britanie   | 5   | 4 × 100 m | 38,48   |
| 2019 | Campionatul Mondial                      | Doha, Qatar              | –   | 4 × 100 m | NT      |